# Chesneya polystichoides
Chesneya polystichoides är en ärtväxtart som först beskrevs av Hand.-mazz., och fick sitt nu gällande namn av Syed Irtifaq Ali. Chesneya polystichoides ingår i släktet Chesneya och familjen ärtväxter. Inga underarter finns listade i Catalogue of Life.